# USS Kenneth M. Willett (DE-354)
USS Kenneth M. Willett (DE-354) là một tàu hộ tống khu trục lớp John C. Butler từng phục vụ cùng Hải quân Hoa Kỳ trong Chiến tranh Thế giới thứ hai. Nó là chiếc tàu chiến duy nhất của Hải quân Hoa Kỳ được đặt cái tên này, theo tên Trung úy Hải quân Kenneth Martin Willett (1919–1942), người từng được biệt phái làm sĩ quan chỉ huy đội bảo vệ vũ trang cho tàu buôn SS Stephen Hopkins, đã tử trận khi Stephen Hopkins đụng độ với hai tàu cướp tàu buôn Đức vào ngày 27 tháng 9, 1942 và được truy tặng Huân chương Chữ thập Hải quân. Nó đã phục vụ trong suốt Thế chiến II, được cho ngừng hoạt động sau khi xung đột chấm dứt vào năm 1946, rồi được huy động trở lại để phục vụ từ năm 1951 đến năm 1959. Con tàu cuối cùng bị đánh chìm như một mục tiêu ngoài khơi Puerto Rico vào năm 1974. Kenneth M. Willett được tặng thưởng một Ngôi sao Chiến trận do thành tích phục vụ trong Thế Chiến II.

## Thiết kế và chế tạo
Lớp John C. Butler được thiết kế nhằm đáp ứng nhu cầu một số lượng lớn nhưng rẻ tiền của một kiểu tàu hộ tống chống tàu ngầm để hộ tống các đoàn tàu vận tải vượt đại dương. Chúng có chiều dài chung 306 foot (93,3 m), mạn tàu rộng 36 foot 10 inch (11,2 m) và mớn nước 13 foot 4 inch (4,1 m), trọng lượng choán nước tiêu chuẩn 1.350 tấn Anh (1.372 t), và lên đến 1.745 tấn Anh (1.773 t) khi đầy tải, với một thủy thủ đoàn bao gồm 14 sĩ quan và 201 thủy thủ. Con tàu được vận hành bởi hai turbine hơi nước hộp số Westinghouse; hơi nước được cung cấp bởi hai nồi hơi "D" Express, tạo ra công suất 12.000 mã lực càng (8.900 kW) và cho phép đạt được tốc độ tối đa 24 hải lý trên giờ (44 km/h; 28 mph). Nó có tầm hoạt động 6.000 hải lý (11.000 km; 6.900 mi) ở tốc độ đường trường 12 hải lý trên giờ (22 km/h; 14 mph).
Dàn vũ khí chính bao gồm hai tháp pháo 5-inch/38 caliber đa dụng nòng đơn, được dẫn đường bởi hệ thống điều khiển hỏa lực Mark 51; vũ khí phòng không gồm hai khẩu đội Bofors 40 mm L/60 nòng đôi và mười khẩu Oerlikon 20 mm nòng đơn cũng được dẫn đường bởi hệ thống Mark 51. Ngoài ba ống phóng ngư lôi 21 inch (533 mm), vũ khí chống ngầm bao gồm hai đường ray thả mìn sâu, tám máy phóng mìn sâu K-gun cùng một dàn súng cối chống ngầm Hedgehog. Con tàu được trang bị sonar kiểu QC, radar dò tìm mặt biển SL và radar dò tìm không trung SA.
Kenneth M. Willett được đặt lườn tại xưởng tàu của hãng Consolidated Steel Corporation ở Orange, Texas vào ngày 10 tháng 1, 1944.
Nó được hạ thủy vào ngày 7 tháng 3, 1944, được đỡ đầu bởi bà D. C. Willett, mẹ của Trung úy Willett, và được cho nhập biên chế cùng Hải quân Hoa Kỳ vào ngày 19 tháng 7, 1944 dưới quyền chỉ huy của Hạm trưởng, Thiếu tá Hải quân J. M. Stuart.

## Lịch sử hoạt động

### Thế Chiến II
Sau khi hoàn tất việc chạy thử máy huấn luyện tại khu vực Bermuda, Kenneth M. Willett phục vụ như một tàu huấn luyện cho thủy thủ đoàn các tàu hộ tống khu trục tương lai tại vịnh Chesapeake từ ngày 1 đến ngày 20 tháng 10, 1944. Nó gia nhập Đội hộ tống 82 và khởi hành từ Norfolk, Virginia vào ngày 21 tháng 10 do được điều động sang khu vực Mặt trận Thái Bình Dương. Đi ngang qua kênh đào Panama, quần đảo Galápagos và New Hebrides, nó đi đến Hollandia, New Guinea vào ngày 28 tháng 11. Con tàu bắt đầu đảm nhiệm hộ tống các đoàn tàu vận tải đi lại giữa vịnh Humboldt, New Guinea và vịnh Leyte, Philippines, thực hiện bảy chuyến đi như vậy từ ngày 13 tháng 12, 1944 đến ngày 25 tháng 2, 1945. Đang khi hộ tống một đoàn tàu đi Hollandia vào ngày 1 tháng 1, 1945, hỏa lực phòng không của con tàu đã bắn rơi một máy bay ném bom-ngư lôi đối phương đang tìm cách tấn công một tàu buôn.
Sau khi đi đến vịnh Leyte vào ngày 25 tháng 2, Kenneth M. Willett được phân công tuần tra và chống tàu ngầm, rồi đi đến vịnh Mangarin, Mindoro vào ngày 6 tháng 3 để tuần tra tìm-diệt tàu ngầm ngoài khơi Mindoro and Luzon. Khi quay trở lại vịnh Leyte vào ngày 4 tháng 6, nó làm nhiệm vụ hộ tống các đoàn tàu đi lại giữa Leyte và Ulithi tại phía Tây quần đảo Caroline. Sau hai chuyến đi đến Ulithi, nó tiếp tục tuần tra ngoài khơi Mindoro từ ngày 2 tháng 7, rồi quay trở lại Leyte vào ngày 10 tháng 7 cho một chuyến hộ tống vận tải đi sang Okinawa.
Lên đường vào ngày 17 tháng 7 cùng một đoàn tàu đổ bộ LST và LCI, Kenneth M. Willett hướng sang khu vực quần đảo Ryūkyū. Nó phải né tránh một cơn bão trên đường đi vào các ngày 30 tháng 7 và 31 trước khi đi đến Okinawa vào ngày 7 tháng 8, và lên đường ngay ngày hôm sau để quay trở lại Leyte. Con tàu vẫn đang hoạt động tại Philippines khi Nhật Bản chấp nhận đầu hàng vào ngày 15 tháng 8, giúp chấm dứt vĩnh viễn cuộc xung đột. Nó tiếp tục nhiệm vụ hộ tống vận tải giữa Leyte và Manila đến Ulithi, Tokyo và Thượng Hải trong bốn tháng tiếp theo, bao gồm nhiệm vụ quan trắc thời tiết về phía Đông vịnh Leyte và hoạt động ngoài khơi Guiuan, Samar từ ngày 29 tháng 12 đến ngày 29 tháng 1, 1946.
Chuyển đến Manila vào ngày 10 tháng 2, Kenneth M. Willett lên đường năm ngày sau đó để hoạt động tuần tra dọc theo bờ biển Trung Quốc. Nó cùng năm tàu hộ tống khu trục khác đi đến Thanh Đảo vào ngày 20 tháng 2, hoạt động tại khu vực giữa Hoàng Hải và biển Hoa Đông để hỗ trợ cho hoạt động của lực lượng Quốc dân Đảng, vốn đang đối đầu với phe Cộng sản nhằm giành quyền kiểm soát miền Bắc đất nước này. Sau khi tuần tra chống tàu ngầm tại Hoàng Hải từ ngày 1 đến ngày 5 tháng 4, nó rời Thanh Đảo vào ngày 15 tháng 4 để quay trở về Hoa Kỳ. Đi ngang qua Guam, Eniwetok và Trân Châu Cảng, nó về đến San Pedro, Los Angeles vào ngày 11 tháng 5. Con tàu được cho xuất biên chế vào ngày 24 tháng 10, 1946 và được đưa về Hạm đội Dự bị Thái Bình Dương vào ngày 10 tháng 11, neo đậu tại San Diego, California.

### Chiến tranh Triều Tiên
Sau khi Chiến tranh Triều Tiên bùng nổ vào ngày 25 tháng 6, 1950, Kenneth M. Willett được cho tái biên chế trở lại vào ngày 25 tháng 5, 1951 dưới quyền chỉ huy của Hạm trưởng, Thiếu tá Hải quân E. N. Weatherly. Con tàu chạy thử máy huấn luyện tại vùng bờ biển California trước khi rời San Diego vào ngày 4 tháng 9 do được điều sang vùng bờ Đông Hoa Kỳ. Nó băng qua kênh đào Panama và đi đến New Orleans, Louisiana vào ngày 18 tháng 9, được phân về Quân khu Hải quân 8 và phục vụ như một tàu huấn luyện của Hải quân Dự bị Hoa Kỳ. Lên đường vào ngày 5 tháng 11, nó tiến hành một chuyến đi thực tập dành cho học viên sĩ quan dự bị đến San Juan, Puerto Rico. Từ đó cho đến ngày 16 tháng 10, 1958, nó đã thực hiện tổng cộng 63 chuyến đi huấn luyện đến các khu vực Nam Mỹ, Canada, dọc bờ Đông Hoa Kỳ và khắp vùng biển Caribe.
Hoàn tất chuyến đi huấn luyện cuối cùng khi đi đến La Habana, Cuba vào ngày 16 tháng 10, 1958, Kenneth M. Willett rời New Orleans vào ngày 30 tháng 11 để đi đến Orange, Texas. Con tàu được cho xuất biên chế lần sau cùng vào ngày 26 tháng 2, 1959, và được đưa về Hạm đội Dự bị Đại Tây Dương, neo đậu tại Philadelphia, Pennsylvania. Tên nó được cho rút khỏi danh sách Đăng bạ Hải quân vào ngày 1 tháng 7, 1972, và con tàu bị đánh chìm như một mục tiêu ngoài khơi Puerto Rico vào ngày 6 tháng 3, 1974.

## Phần thưởng
Kenneth M. Willett được tặng thưởng một Ngôi sao Chiến trận do thành tích phục vụ trong Thế Chiến II.
|  |  | Bronze star |
|  |  |             |

| Dãi băng Hoạt động Tác chiến (truy tặng) | Huân chương Chiến dịch Hoa Kỳ           | Huân chương Chiến dịch Châu Á-Thái Bình Dương với 1 Ngôi sao Chiến trận |
| Huân chương Chiến thắng Thế Chiến II     | Huân chương Phục vụ Chiếm đóng Hải quân | Huân chương Giải phóng Philippine (Philippine)                          |